# Hans Bechtler
Hans Carl Bechtler (* 14. Februar 1904 in Allahabad; † 16. September 1998 in Zürich, reformiert, heimatberechtigt in St. Gallen und Zürich) war ein Schweizer Unternehmer und Kunstsammler.

## Leben
Hans Carl Bechtler wurde am 14. Februar 1904 in Allahabad als Sohn des Kaufmanns Carl Joachim Bechtler und der Anna, geborene Sutter, geboren. Nach dem Besuch der Kantonsschule Trogen belegte Hans Bechtler ab 1922 ein Elektroingenieur-Studium an der ETH Zürich, das er 1926 mit dem Erwerb des eidgenössischen Diploms abschloss. Durch ein Stipendium der Rockefeller-Stiftung, wurde er als erster Schweizer Student und Absolvent der ETH nach Amerika 1927 an das Massachusetts Institute of Technology in Cambridge empfohlen und absolvierte dort das Graduate Programme 1928 mit einem zusätzlichen Master of Science. Daneben belegte er an der Harvard Business School Kurse in Corporate Finance, mit der Möglichkeit neuartige elektrische Rechenmaschinen zu entwickeln. Danach war Hans Carl Bechtler als Ingenieur und Kältespezialist für Kälte- und Klimaanlagen in den USA bei zahlreichen Unternehmen tätig, bevor er sich zwischen 1930 und 1933 beruflich in Paris aufhielt.
Nach seiner Rückkehr in die Schweiz gründete Hans Carl Bechtler 1933 mit seinem Bruder Walter Bechtler zunächst die "Ingenieur H.C. Bechtler & Co." in Zürich, sowie 1935 das auf Lüftungs- und Heizungstechnik spezialisierte Unternehmen Luwa AG. Hans Carl Bechtler war Präsident des Verwaltungsrates der Luwa AG von 1935 bis 1980. Neben seiner Spezialisierung auf Lüftung-Kühl und Heizungstechnik wie auch Rechenmaschinen, war er auch interessiert an Textilwissenschaften, geteilt mit seiner Frau Elisabetha Bertha Staub, die Tochter des Arztes Paul Staub sowie Nichte des Gründers der Hesta AG Jakob Heusser, welche er im Jahre 1934 heiratete.
Im Jahre 1947 meldete Hans Carl Bechtler eine Absaugeinrichtung an Spinnereimaschinen erst in der Schweiz und später in weiteren Ländern zum Patent an.
Ab 1969 war Hans Carl Bechtler Präsident, der Hesta AG (Heusser-Staub AG), wie auch durchgehend operativ 1953 bis 1980 als Präsident des Verwaltungsrates tätig. Ebenfalls operativ tätig war Hans Carl Bechtler von 1953 bis 1985 bei der "Zellweger Uster AG", dazu ab 1960 als Präsident. 1962 bis 1976 war er operativ tätig bei der Georg Fischer AG, 1969 als Vizepräsident wie auch bei der Maschinenfabrik Rieter und dem Schweizerischen Bankverein.
Überdies engagierte sich Hans Carl Bechtler als bedeutender Förderer und Sammler zeitgenössischer Kunst im Spektrum aller Kunstmedien von Malerei, Skulpturen, Zeichnungen, Fotografien und Installationen etablierter aber auch noch unbekannter Kunstschaffenden, zu welchen er zusammen mit seiner Frau tiefe familiäre und langjährige Beziehungen pflegte. Dazu fungierte er von 1960 bis 1975 als Präsident der Sammlungskommission und Vizepräsident der Zürcher Kunstgesellschaft sowie als Initiator und Mitgründer der 1965 gegründeten Alberto-Giacometti-Stiftung und amtierte als deren Präsident von 1965 bis 1990.
Hans Carl Bechtler-Staub verstarb am 16. September 1998 im Alter von 94 Jahren in Zürich umgeben von seiner Familie.